# Alte Trotte (Zürich)

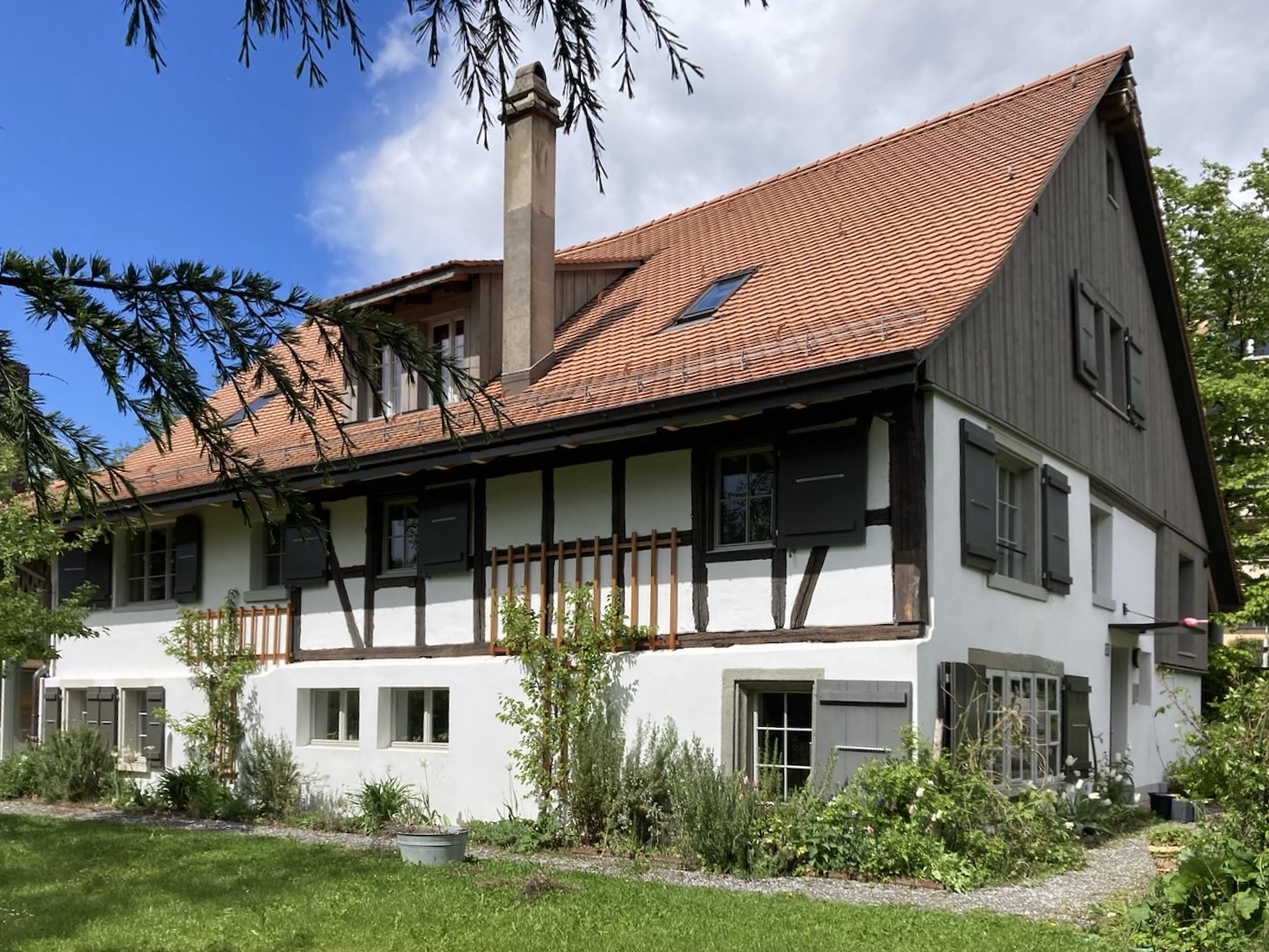
«Alte Trotte» in Zürich-Wipkingen (2024)

Die Alte Trotte oder Lehentrotte ist ein in Teilen auf das 16. Jahrhundert zurückgehendes ehemaliges Keltergebäude und späteres Bauernhaus im Zürcher Stadtquartier Wipkingen. Das heute als Wohnhaus genutzte Gebäude befindet sich im Inventar schützenswerter Bauten. Es liegt an der Nordstrasse 331.
Das Wort Trotte bezeichnet in weiten Teilen der Deutschschweiz einerseits die Traubenpresse und anderseits den zugehörigen Raum.

## Architektur
Bei der alten Trotte handelt es sich um ein zweigeschossiges, langrechteckiges Gebäude in Mischbauweise. Das Hauptgebäude hat ein westöstlich ausgerichtetes Satteldach; der westliche Anbau liegt unter einem Pultdach. Baulich nah verwandt ist die Stantenwegtrotte in Flurlingen.

## Geschichte
Das Bauwerk in seiner ursprünglichen Form wurde um 1570 (Dendrodatierung) als Trottgebäude errichtet; ein Vorgängerbau kann nicht nachgewiesen werden, doch gibt es gewisse archäologische Hinweise. Das Gebäude befand sich damals ausserhalb des Wipkinger Dorfkerns am Fuss eines Rebbergs. Der südliche Gebäudedrittel besteht im Erdgeschoss aus Natursteinmauerwerk und wurde wohl – wie die erhaltenen Fenstergewände aus der Bauzeit nahelegen – als Trottstube und Keller genutzt. Im nördlichen Gebäudeteil lag der zweistöckige Pressraum; er wies eine Länge von 13 Meter und eine Breite von 6 Meter auf. Darin befand sich wohl eine Baumtrotte, die zwischen 8 und 11 Meter lang sein konnte. Erstmals erwähnt findet sich die Liegenschaft als Trotte 1642 im Reblehenbuch des Fraumünsteramtes als Teil der Ausstattung eines Reblehens, das von Caspar und Marx Notz belehnt wurde.
Im 17. (erstmals nachweislich kurz nach dem oben erwähnten Handwechsel von 1642) und im 18. Jahrhundert fanden Ausbauten im südlichen Gebäudeteil sowie eine Aufschüttung des Aussenterrains statt.
1812 wird die Liegenschaft von der Brandassekuranz als «Trottgebäude und Trotte» sowie als «Trottgebäude samt Trottwerk» bezeichnet; sie gehörte damals zu einem Wohnhaus an der Röschibachstrasse 20. In der ersten Hälfte oder der Mitte des 19. Jahrhunderts wurde das bisher aus Holz aufgeführte Obergeschoss des südlichen Hausbereichs versteinert. Das Obergeschoss der Südseite erhielt wohl gleichzeitig die bis heute prägende Fachwerkfassade; der hangseitige Nordbereich blieb als leichte Ständerkonstruktion bestehen. Im Innern wurden zwei Kammern in Fachwerk eingebaut. Ab 1841 weist das Gebäude eine Wohnung auf, und im Versicherungsvertrag von 1865 werden weitere Bauten erwähnt. Auf diese Jahrzehnte ist der zweiräumige Pultdachanbau an der Westfassade zu datieren. 1879 wird die Liegenschaft im Lagerbuch der Gebäudeversicherung als «Wohnhaus mit Schopf» bezeichnet und mit dem Vermerk versehen, dass das «Trottwerk abgetragen» sei. 1881 wird neben dem «Wohnhaus mit Schopf» zusätzlich ein Stallanbau aus Mauerwerk erwähnt. Aus dem Trottgebäude war ein Bauernhaus mit Wohn- und Ökonomiebereich geworden.
Nach 1920 wurde der in der zweiten Hälfte des 19. Jahrhunderts errichtete Westanbau gegen Norden und gegen Westen erweitert. Die bis anhin verbretterte Partie der Westfassade wurde zugemauert, und auch Teile der Süd- und der Nordfassade wurden mit Backsteinmauerwerk verschlossen. In der zweiten Hälfte des 20. Jahrhunderts fanden, vermutlich gestaffelt über mehrere Jahrzehnte, im Zusammenhang mit der Umnutzung des Mehrzweckbauernhauses zu einem reinen Wohnhaus eingreifende Umbauten statt. Der ehemalige Trottraum im Norden wurde zweistöckig mit Räumen und Sanitäranlagen ausgebaut. Teile der Südfassade erhielten ein neues Mauerwerk, und mehrere neue Fenster zeugen von zeitgemässen Bedürfnissen der Hausbewohner. Behördlich undokumentiert sind die Umbauten im Ober- und im Dachgeschoss, in deren Rahmen in den östlichen zwei Dritteln des Hauses über dem ehemaligen Trottraum fast alle Bundbalken durch neue, zum Teil um 90 Grad gedrehte Balkenlagen ersetzt wurden. Dabei wurde fast die gesamte originale Kehlbalkenlage zerschnitten und nach oben verlegt. Ende des 20. Jahrhunderts diente die Liegenschaft unter anderem als Drogenentzugsstation.
2012 wurden eine erste bauarchäologische Aufnahme und Untersuchung vorgenommen. 2016–2019 fand im Auftrag der Stadt Zürich eine Totalsanierung statt, während derer ein mehrwöchiges Zeitfenster weitere boden- und bauarchäologische Untersuchungen ermöglichte. Das historische Holztragwerk wurde ergänzt und statisch verstärkt. Eine neue Stahltreppe verbindet als zentrales Erschliessungselement alle Geschosse. Im Bereich des ehemaligen Pressraumes im Erdgeschoss liegt nun eine grosszügige Küche. Neue Zimmertrennwände im Dachgeschoss ermöglichten den Einbau von fünf zusätzlichen Schlafzimmern mit zwei Bädern. Der eingeschossige Anbau aus dem 19. Jahrhundert wurde durch einen Neubau aus Holz ersetzt, der ein Kleid aus einer lichtdurchlässigen Holzverschalung mit rautenförmigem Muster erhielt. Seit diesem Umbau wird das Gebäude von einer Gross-Wohngemeinschaft bewohnt.